# Simone Paolo Olivero
Simone Paolo Olivero (Abbiategrasso, 1983) è un tecnico del suono italiano, vincitore di due Ciak d'oro per il migliore sonoro.

## Biografia
Autodidatta di formazione, nel 2004 frequenta un corso organizzato dal comune di Milano per tecnici audio-video. Del 2008 il suo debutto cinematografico.

## Filmografia
- Le quattro volte, regia di Michelangelo Frammartino (2010)
- Via Castellana Bandiera, regia di Emma Dante (2013)
- Il buco, regia di Michelangelo Frammartino (2021)

## Premi e riconoscimenti
- David di Donatello
  - 2011 - Candidatura miglior suono per Le quattro volte
- Nastro d'argento
  - 2014 - Candidatura miglior sonoro in presa diretta per Via Castellana Bandiera
- Ciak d'oro
  - 2011 - Migliore sonoro in presa diretta per Le quattro volte
  - 2021 - Migliore sonoro in presa diretta per Il buco